# Salvinia cucullata
Espèce
Statut de conservation UICN

 LC  : Préoccupation mineure
Salvinia cucullata est une espèce de plantes du genre Salvinia et de la famille des Salviniaceae. C'est une fougère aquatique invasive originaire d'Australie. C'est une plante flottante libre, non ancrée au sol.